# Diplazium novoguineense
Diplazium novoguineense är en majbräkenväxtart som först beskrevs av Eduard Rosenstock och som fick sitt nu gällande namn av Georg Hans Emmo Wolfgang Hieronymus.
Diplazium novoguineense ingår i släktet Diplazium och familjen Athyriaceae. Inga underarter finns listade i Catalogue of Life.